# Prihajajoča smrt
Prihajajoča smrt je fotografija, ki jo je 11. septembra 2001 posnel samostojni fotograf Thomas Dallal. Na fotografiji je prikazan Severni stolp (WTC 1) World Trade Centra, ki je zagorel, potem ko ga je ob 8:46 zadelo letalo Let 11 American Airlines, tik pred zrušitvijo ob 10:28. Na fotografiji so vidni številni ujeti ljudje v zgornjih nadstropjih stavbe, ki visijo skozi okna zaradi močnega dima in vročine. Ti ljudje niso mogli pobegniti, saj so bila vsa stopnišča in dvigala nad 91. nadstropjem zaradi trka letala American 11 uničena.
Fotografija je bila pozneje nominirana za mednarodno nagrado Slike leta in je zasedla drugo mesto. Podobna, približana fotografija, ki jo je pod drugačnim kotom posnel Jeff Christensen iz Reutersa, je bila kasneje uporabljena za identifikacijo upodobljenih žrtev.